# Kagera (fiume)
Il Kagera o Akagera  è un fiume dell'Africa Orientale che fa parte del bacino del Nilo superiore, è il principale immissario del Lago Vittoria. 
È lungo oltre 800 km e per alcuni tratti delimita il confine tra Tanzania e Ruanda e più avanti nel suo corso il confine tra Tanzania e Uganda. Nasce in Ruanda, ad un'altitudine di circa 1 350 m s.l.m. come emissario del lago Rweru, ed è l'immissario del Nilo con le sorgenti più lontane dalla sua foce. 
Il bacino del Kagera comprende un'area di 59 700 km² che si estende sul territorio di quattro paesi: Burundi, Ruanda, Tanzania e Uganda.

## Percorso
Il fiume Kagera origina in Burundi come emissario del Lago Rweru, dal lago scorre verso est dapprima lungo il confine tra Ruanda e Burundi e poi lungo il confine tra Ruanda e Tanzania fino alla confluenza con il fiume Ruvubu. Il suo percorso procede verso nord per altri 500 km, fino a quando un calo di altitudine del territorio forma le cascate di Rusumo, che si trovano all'interno del parco nazionale dell'Akagera, istituito nel 1934. 
All'altezza delle cascate si trova un'importante strada asfaltata che percorre il ponte di Rusumo, situato in corrispondenza di uno dei principali valichi di frontiera fra Tanzania e Ruanda. 
Il fiume si dirige poi verso est delineando la frontiera tra Uganda e Tanzania fino al punto in cui il confine tra i due paesi segue il parallelo, il fiume scorre per oltre 100 km sul territorio della Tanzania prima di curvare a nord, attraversare il confine con l'Uganda e raggiungere il lago Vittoria.

## Storia
Il fiume ha un posto di rilievo nella storia dei paesi in cui scorre, particolarmente del Ruanda. Nel 1894 il tedesco Gustav Adolf von Götzen attraversò il Kagera alle cascate Rusumo, iniziando l'era coloniale del paese; nel 1916, durante la prima guerra mondiale, i belgi sconfissero i tedeschi, entrando in Ruanda per la stessa via.
Il fiume ebbe improvvisa notorietà nel 1994 durante il genocidio del Ruanda, quando le sue acque trasportarono migliaia di cadaveri fino al lago Vittoria, causando la dichiarazione dello stato di emergenza in Uganda, dove i corpi venivano ritrovati.